# Viola (opéra)
Pour les articles homonymes, voir Viola.

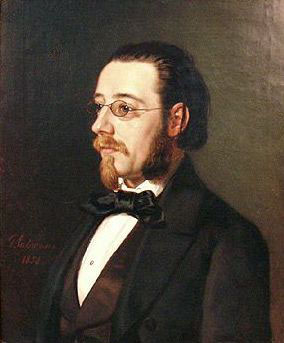
Bedřich Smetana (1854)

Viola est un opéra romantique inachevé de Bedřich Smetana. Le livret a été écrit par Eliška Krásnohorská, et basé sur La 12e nuit de Shakespeare. Le compositeur a travaillé sur cet opéra en 1874 et 1883, mais ne réalisa que quelques scènes, et à la mort de Smetana en 1884, l’œuvre est restée inachevée.

## Interprétations
Le 15 mars 1900, une représentation de l’œuvre inachevée eut lieu, et une mise en scène le 11 mai 1924 au Théâtre National de Prague.